# Anderson Cunha
Anderson Cotrim da Cunha (Bom Jesus da Lapa, 28 de agosto de 1972) é um músico, produtor cultural e compositor brasileiro, membro da banda Sertanília e autor, entre outras, da canção "Festa", sucesso na voz da cantora Ivete Sangalo. Já em 2003 o jornal O Estado de S. Paulo registrava: "Na Bahia não há cantor que não conheça Anderson Cunha".
"Festa" foi escolhida pela Billboard Brasil como tendo "o melhor refrão do século" e, para Sangalo, foi "um divisor de águas de sua carreira"; segundo o produtor Rick Bonadio, que participou da escolha, "O Brasil canta e em qualquer festa ou comemoração vai sempre rolar a festa".

## Biografia
Seus pais eram funcionários públicos. Primo do baterista Robinson Cunha, o talento musical manifestou-se desde bem novo, quando pediu aos pais um violão que aprendeu a tocar sozinho; já aos oito anos de idade se apresentou num programa de auditório, cantando "Pavão Misterioso"; passou a infância entre as cidades de Caetité e Guanambi, até se mudar para Salvador com doze anos de idade e onde mais tarde, através do primo, sua composição "Setembro" foi apresentada ao grupo Ara Ketu, que a gravou. Como músico, atuou inicialmente em banda de axé, passando a viver da exclusivamente da profissão.
Depois desse primeiro sucesso teve suas composições gravadas por artistas e conjuntos como Netinho, Ricardo Chaves, Cheiro de Amor, Asa de Águia, Alexandre Peixe e Jeremias; mas foi enorme repercussão de "Festa", transformado em hino da Seleção Brasileira de Futebol durante a Copa do Mundo da Coreia e Japão, onde foi campeã, que alçou a cantora Ivete Sangalo ao topo das paradas, e Cunha ganhou reconhecimento; em 2003 tinha um total de mais de trezentas canções compostas, das quais apenas vinte e cinco haviam sido gravadas; apesar disto, o sucesso de "Festa" lhe rendeu direitos autorais e ainda a venda do hit como jingle para uma rede de supermercados; “as gravadoras vão pelo que julgam que será mania de verão” – afirmou, na época – “Isso é negativo. Os artistas deixam de cantar muito material de qualidade que os compositores fazem e escolhem aquilo que pensam que as gravadoras irão gostar”, concluiu.
Em 2005 idealizou em Guanambi, junto ao artista Gegê Bakana, o projeto "Aldeia dos Artistas", com a realização de noite de shows de artistas locais para a arrecadação em favor de instituições assistenciais. Em Caetité Cunha incentivou no ano de 2010 o registro da folia de Reis, que resultou no documentário longa-metragem Tudo tem um tempo, lançado inicialmente no dia 12 de janeiro de 2018 na Casa Anísio Teixeira daquela cidade, e no livro Reiseiros.
No grupo Sertanília as composições de Cunha são, entretanto, trabalhadas por todo o grupo: "O processo é muito natural, eu começo a compor, a maioria das músicas parte de mim. Eu levo as músicas, a gente desenvolve no estúdio, cada um vai dando opinião e vamos fazendo. A parte da composição da elaboração gira em torno de mim", como declarou o compositor.

## Crítica musical
Para o maestro Tom Tavares (músico e pesquisador da Universidade Federal da Bahia), a composição "Festa" apresenta características de dois grandes sucessos mundiais: "A sequência harmônica de 'Festa' é exatamente a mesma de 'Twist and Shout'. Essa não é uma música dos Beatles, mas eles que a popularizaram quando lançaram no disco Please Please Me (o primeiro deles, 1963). 'Vai Rolar a Festa' consegue reproduzir essa mesma sequência harmônica. É um plágio? Claro que não. Mas é uma inspiração direta, sem dúvidas" e ainda “A música Festa também tem, em um de seus trechos, uma sequência harmônica de 'La Bamba', grande sucesso do fim dos anos 1950. É também uma outra grande inspiração de Anderson Cunha”.
Com base na análise de Tavares, o jornalista André Uzêda alçou sua composição à condição de "mais importante música baiana feita na história do Carnaval", em 35 anos de axé e de 70 anos do trio elétrico; saindo dos elementos da composição, ele afirma que "debruçando sobre a letra, podemos perceber como 'Festa' é uma saudação à história do Carnaval de Salvador, embora, por genialidade do compositor, em nenhum momento deixe isso tão explícito", e que "Anderson Cunha sabia exatamente o que estava fazendo quando escreveu a letra. Ele já tinha pego a melodia dos Beatles e usado como base para sua nova composição. Daí em diante, mostrou enorme conhecimento da história do Carnaval da Bahia".